# Roland Ramade
Pour les articles homonymes, voir Ramade.
Roland Ramade est un chanteur français né le 9 février 1957 à Béziers.
Roland Ramade est connu pour sa participation aux groupes Regg'Lyss dès sa formation en 1983-1984, puis à partir de 2007 à L'Art à Tatouille, ou encore, plus ponctuellement, Les Révérends qui font suite aux Révérends Blues. En 1993, le titre « Mets de l'huile » l'a propulsé avec Regg'Lyss sur le devant de la scène nationale et internationale[source insuffisante].

## Biographie
Ramade est un nom de famille languedocien, étymologiquement « ramada » en occitan signifie : ondée de pluie, averse, colère passagère.
Fils de Xavier Ramade et de Suzanne Gil, mariés, originaires de Béziers (Hérault) et issus d'une vieille famille de Villeveyrac, Roland Ramade est l'unique enfant d'une famille modeste de la classe ouvrière (agent technique PTT).
Très jeune, dans sa première année, il contracte une poliomyélite dont les séquelles le handicaperont à vie. Il fut soigné pendant de longues années (1963-1970) au Centre de rééducation de la Cram à Lamalou-les-Bains et suit sa scolarité dans cet établissement de rééducation fonctionnelle, le plus proche du domicile parental.
Il peut suivre un cursus scolaire normal, après 1966, dans différents établissements biterrois : École Édouard-Herriot (1966-1969), Collège La Dullague (1969-1973), Lycée Jean-Moulin (1974-1976) où il obtint son Bac de Sciences économiques. Cette enfance compliquée l'a confronté à une société inégalitaire devant l'accès au soin, aux aides et dispositifs médico-sociaux insuffisants (voire quasi inexistants alors) et aux problèmes d'accessibilité des lieux publics persistant encore aujourd'hui et s'ajoutant au handicap. Elle est à l'origine de sa révolte intellectuelle qui s'exprimera dans ses textes et sur scène tout au long de sa carrière. Il n'admettra jamais les politiques injustes quels que soient les domaines considérés : économique, social et même culturel pour l'accessibilité par exemple, ou encore la formation professionnelle.

## Carrière

### La formation – les premières années (1976-1983)
L'inscription en faculté permet à Roland de s'installer à Montpellier et d'apprendre la guitare en autodidacte. À Béziers, début 1976, il fonde « Sacrilège » un groupe de rock underground pré-punk puis « Baby Blues Brothers Band » un groupe de blues-rock franco-kanack, et enfin « Bandits Bonheur » au répertoire blues, rock et reggae.
Au début des années 1980, Roland Ramade chante dans un orchestre au répertoire bluesy qui devient le groupe Les Révérends Blues (11 musiciens, 1984). Il entame en même temps l'expérience Regg'Lyss dont le succès de l'album Vive les gestes l'éloigne de cette formation (coexistence des deux jusqu'en 1990). Il y eut aussi le groupe « Maudit Blues » fondé par Roland (1990-1992). Après la séparation de Regg'Lyss, un concert unique « Carte blanche à Roland Ramade » permettra de rassembler quelques anciens autour de lui et Les Révérends (nouvelle formation) tournent maintenant en concomitance avec L'Art à Tatouille.

### Les années Regg'Lyss…
Lors d'une des premières Fêtes de la Musique, en 1984, à Montpellier, le groupe « Black Music » s'installe une scène installée dans le lit asséchée de la rivière du Verdanson, le temps de la soirée. « Moi, je sortais d'un long séjour à l'hôpital, je venais de me faire opérer du dos et je cherchais à me replonger dans le milieu musical montpelliérain. Le groupe cherchait un chanteur. Ils m'ont branché et je suis venu avec mon copain guitariste Zawé (Fizin). Ça a été l'embryon de Regg'Lyss ». Roland Ramade écrit les textes sur la musique jamaïcaine à base de roots de Regg'Lyss : « Le reggae, nous l'avons tous découvert en écoutant Bob Marley, Peter Tosh ou Steel Pulse, mais nous avons voulu l'adapter à notre culture », « Je faisais les textes, des histoires du quotidien du Languedoc. On arrivait à joindre les deux cultures et à en faire quelque chose de cohérent. Et notre langue c'était la « lenguaïque », qui racontait les histoires de café ou de quartier, du quotidien de Montpellier ». Regg'Lyss est avant tout un groupe de scène, l'inverse d'un produit conçu par une maison de disques selon Roland : « Les maisons de disques s'acharnent à fabriquer de toutes pièces des groupes ou des chanteurs qui n'ont jamais mis un pied en scène. Moi, si j'étais à leur place, je serais vert : avec Regg'lyss, nous jouons sans arrêt depuis dix ans, je ne me suis jamais arrêté de chanter, même pas une semaine ». Toutefois, ils souhaitent quand même enregistrer « Juste parce que l'on se disait que si le groupe se séparait un jour, on aimerait bien garder une trace ».
Le succès de « Mets de l'huile », « single » tiré de l'album Vive les gestes (1992), Discadanse (local) puis Virgin, est phénoménal : Disque d'or, deux fois Numéro 1 du Top 50 avec une présence consécutive de 32 semaines, entrée dans des tops européens (19e en Grèce), des tournées annuelles de 120 concerts. La nouvelle scène nationale émerge. « Les gens avaient besoin d'un groupe dans le Sud pour s'identifier. Il n'y avait personne à l'époque qui jouait de la musique avec l'accent ! […] En France à l'époque personne ne jouait du reggae ! Les gens du Sud, et même au-delà, se sont vite identifiés à nous et ça nous a propulsés au sommet du top 50… Ce phénomène d'identification s'est largement propagé après : il y a eu Massilia Sound System à Marseille, Les Innocents à Rennes, Zebda à Toulouse. Ce n'est pas tant un phénomène identitaire, mais c'était bien aussi de revendiquer une culture et un nouveau « pays » ! Nous, on avait appelé le nôtre le « Jamadoc » ! ». Roland refuse de voir certains accaparer leur travail : en mai 1993, Private Beats, une société-écran basée dans un « paradis fiscal et illégal » Saint-Marin et EMI lancent sur le marché une compilation Vive le rugby, des titres de supporteurs chantés par Les Emmêlés, contenant Olé Olé et Mets de l'huile conduisant à une condamnation lors du procès pour piratage.
Roland Ramade et Regg'Lyss ont composé trois albums : Vive les gestes, El gusanillo et Le monde tourne puis se sont séparés sur un live (sortie en 2013) est ensuite enregistré pour les 20 ans du groupe à la salle montpelliéraine Victoire 2.
Reformation du groupe le temps d'un concert : salle Victoire 2, le 19 octobre 2012 (Montpellier) lors de leur 20e anniversaire, deux soirées puis un concert en matinée, pour des Fêtes de la Musique des années 2010 et 2013 (Béziers), pour la lutte contre le SIDA et lors d'un Zénith avec les Chico & The Gypsies, le 12 février 2016.
À la fin de l'année 2019, Roland Ramade fait son dernier concert et donne une dernière interview « pour la route » dont il rapporte concernant la chanson Mets de l'huile : « elle est d'actualité et parle de tolérance. Que même si on ne se ressemble pas, même si on ne parle pas la même langue, il faut se supporter les uns les autres, il faut vivre ensemble ».

### Aujourd'hui avec L'Art à Tatouille
La formation L'Art à Tatouille débute dix ans après Regg'Lyss à Béziers avec un son proche ou inspiré des Fabulous Trobadors. Toutefois, Alain Beurrier (qui en est à l'origine) tournait déjà dans le biterrois avec le trio Traction Ailleurs (Marc Bois leader-compositeur, piano et chant, Alain Beurrier, contrebasse, et Jean-Brice Viétri, batterie) dans les années 1980. L'espace musical biterrois est alors et reste restreint : Traction Ailleurs, le Béziers Rythm'n'Blues Band, Nord-Sud, Away… (aujourd'hui Goulamas'K, Red Beans and Pepper Sauce, Les Chats d'Oc et Les Barbeaux s'ajoutent à L'Art à Tatouille). Tous les biterrois se connaissent : Ramade, Beurrier et Viétri sont amis et cette complicité amène naturellement Roland à rejoindre en 2007 L'Art à Tatouille. Il y renforce l'écriture, les compositions et le chant : le premier « opus » studio de cette collaboration sera Trans Rural Beat (2009), suivi d'Electro Jòc (2011). Tout en restant traditionnellement languedocienne, la musique du groupe devient plus électro mais le chant en occitan et les instruments anciens restent omniprésents, voire omniscients : une nouvelle germina(lisa)tion pour une nouvelle appellation, la « trad'électro » après la « lenguaïque » du « Jamadoc ».

### Tournées en France et à l'étranger
- Regg'Lyss a connu une montée en puissance en tournant d'abord au niveau local – plutôt – mieux adapté aux différents handicaps des membres du groupe (membres souffrant de cécité, Bernard Levesque, mal-voyant ou ayant des problèmes de motricité) : les concerts ont lieu entre 1984 et 1992 dans les salles montpelliéraines (Mimi la Sardine, Rockstore), au Jardin de La Plantade, à la Festa d'Oc ou à la Feria (Béziers), pour des Fêtes de la Musique (Béziers, Montpellier...). Des scènes nationales les repèrent aussi avant la sortie de l'album Vive les gestes : par exemple le Printemps de Bourges (1990) ou les Transmusicales de Rennes[15]. Mais le groupe occupe surtout l'espace musical du « Jamadoc »[16] : mélange des gens du Languedoc et de la Jamaïque.

- Les grosses tournées éreintantes, convenant beaucoup moins aux musiciens handicapés, ont emmené Regg'Lyss entre 1993 et 1998 dans tout l'hexagone (400 000 personnes pour les 40 concerts de la tournée « Ricard live » avec Les Rita Mitsouko dont le fameux concert de Marseille : 42 000 spectateurs sur la plage du Prado, mais aussi au Danemark, en Tunisie, au Canada même : à Montréal[16]. « Les scènes se succèdent en France, à l'étranger, posant le problème de l'accessibilité des personnes atteintes de handicap. Le chanteur doit parfois ramper pour monter sur scène, faute d'accès adapté ; tandis que son ami pianiste[17], déficient visuel, ne trouve aucun repère pour se placer. Il doit parcourir des centaines de mètres de couloirs (métro) et de halls (aéroport) pour se rendre aux lieux des interviews ou des concerts. Quant à la voiture individuelle, aucune place réservée »[16] parfois près des lieux de scènes.

- Le retour en Jamadoc : c'est à la fois le fait de concerts en solo, ceux du duo L'Effet Paire, de l'intégration de L'Art à Tatouille (tournées moins étendues que celles des années 1990) et de quelques reformations événementielles de Regg'Lyss. Le 23 mai 2010, le magazine " Olé ! " organise, pour ses 20 ans, une nuit de spectacles et lectures au théâtre sous chapiteau sortieOuest (Domaine départemental d'art et de culture de Bayssan, à Béziers)[18] : Roland est sur scène au chant avec Joanda pour ses amis Jean-Brice Viétri et Alain Beurier de " Castanha é Vinovèl " devant 1 500 personnes. Même s'il a tourné en Allemagne (1996), en Espagne, Italie, Belgique ou encore en Roumanie (2000), L'Art à Tatouille est surtout bien implanté en terre cathare : le groupe fait par exemple la première partie de Massilia Sound System le 20 mars 2014 à la salle Zinga-Zanga (Béziers) où il a été en résidence (Jamad'Oc Transbalèti) ; Il s'est fait connaître et continue à animer des soirées festives annuelles comme le Réveillon du 1er mai de Maraussan (30 avril 2015), Cave coopérative de Saint-Chinian ou La Grand'St-Jean à Faugères (très régulièrement jusqu'en 2012). Le groupe tourne maintenant en Occitanie dans son étendue historique et culturelle, particulièrement de Perpignan à Marseille (par exemple aux Festines de Vitrolles en 2012[19]) et jusqu'à Cunéo, vallée occitane italienne.

### La participation à d'autres formations et les autres projets
Roland Ramade et le guitariste Patrick Agullo ont formé un duo L'Effet Paire (2000-2002). Régulièrement (10-15 dates par an), il chante aussi actuellement avec Les Révérends dans le Grand-Sud de Toulouse à Marseille. Façon bœuf, Roland monte d'ailleurs toujours sur scène pour chanter avec ses amis (Alain Beurier, déjà, du temps de " Castanha é Vinovèl ")
Le projet musico-éducatif du spectacle " Les Tournesols " (2007) , et surtout " Connaissez-vous Kikouyou ? " : Une sortie scolaire à l’Étang de l'Or débouche sur le mini-Cd auto-produit par Roland Ramade (2000 ex.) est le fruit d'un travail participatif avec les enfants qu'il fait chanter dans les écoles maternelles et élémentaires.
Le projet d'ateliers d’écriture de chansons " Culture en Arc-en-Ciel " (2011) : Dans le cadre de politiques intergénérationnelles du Gonseil Général de l’Hérault, des adolescents des collèges et des personnes âgées de maison de retraite (deux compétences départementales) participent ensemble à l'écriture de chansons enregistrées et proposées ensuite sur scène lors d'un concert de L'Art à Tatouille. Un Cd " Le temps de rêver " concrétise l'aboutissement de ce travail avec Alain Beurrier.

## L'engagement associatif
Roland Ramade est parrain de l'association Autrem'handi (présidée par Monique Roux). En 2014, il est intervenu au Collège Révolution à Nîmes devant les collégiens, des enseignants et des professionnels médico-sociaux pour témoigner du handicap physique et animer une conférence-débat « L'artiste et le handicap ». Il a réalisé pour elle le clip " L'amour autrement dit "(2014).
En 2005, une commande de chanson lui est proposée pour un clip sur l'insertion professionnelle des personnes souffrant de Trisomie (" Grain de sable ")
Il a participé personnellement à des soirées de soutien : par exemple celle pour Florence Aubenas et Hussein Hanoun al-Saadi (Jazz Action Montpellier et Libération). ; également avec Regg'Lyss à des concerts de soutien pour la lutte contre le SIDA ou à l'organisation événementielle de concert (Regg'Lyss + Chico & The Gypsies au Zénith de Montpellier le 12 février 2016) pour d'autres associations comme SOS Rétinite (Bernard Levesque, aux claviers de Regg'Lyss, est non-voyant) : « Aussitôt dit, le groupe Regg'Lyss a investi la scène et welcome en Jamadoc !  Frissons dans la salle, un ange (Roland ?) passe. Au comptoir de la vie, on ne comptait plus les amis, « Vive les gestes », « Mets de l'huile », « Je suis rebelle », le répertoire a été repris en chœur, on en aurait redemandé toute la nuit ».

### Discographie
- Regg'Lyss, Vive les gestes (1992), enregistré au Studio Lakanal[25].
- Regg'Lyss, El gusanillo (album) (1995), enregistré au Studio Lakanal.
- Regg'Lyss, Le monde tourne (1997), enregistré au Studio Lakanal.
- Regg'Lyss, Le Live (2013).
- Roland Ramade, Connaissez-vous Kikouyou ? (mini-Cd, 2002).
- Roland Ramade, Les tournesols (Cd avec les enfants 2005).
- Roland Ramade, Ré Création (2006).
- L'effet Paire, Les lueurs (2002).
- Les Révérends, Un poil de culte (Cd-Rom 2004).
- Les Révérends, Live en acoustique (DVD 2004).
- L'Art à Tatouille, Trans Rural Beat (2016).
- L'Art à Tatouille, Castanha é Vinovèl, Mauresca Fracas Dub, Jamad'Oc (2010), " Ze compil " issue de la résidence d'artistes à Zinga-Zanga.
- L'Art à Tatouille, Le temps de réver (2011, projet Culture en Arc-en-Ciel).
- L'Art à Tatouille, Electro Jòc (2011).